# Марфино (городской округ Мытищи)
Ма́рфино — село в городском округе Мытищи Московской области России. Расположено на берегах реки Учи, в 4 км к востоку от железнодорожной станции Катуар. Автобусным сообщением село связано с посёлком Некрасовский (станция Катуар), деревней Ларёво, городами Лобней, Мытищи и Москвой. Население — 4234 человек (2010).

## История
Впервые упоминается в 1585 г. под названием Марфино, Щибрино тож.
В 1925—1954 годах Марфино — центр Марфинского сельсовета, 2006—2015 гг. — административный центр сельского поселения Федоскинское Мытищинского района.

## Усадьба Марфино
В селе сохранились постройки усадьбы Марфино. Усадьба первоначально принадлежала роду Головиных, в 1650 г. перешла Семёну Заборовскому, затем — Голицыным. С 1728 по 1813 усадьбой владели Салтыковы, затем, до 1831 г., В. Г. Орлов, а потом, до 1917 года, усадьбой владели Панины.
С 1944 года в усадьбе размещён военный санаторий (с 1953 года — санаторий Московского военного округа, с 1986 года — Марфинский центральный военный клинический санаторий).

## Население
| 1852 | 1859 | 1890 | 1899 | 1926 | 2002  | 2010  |
| ---- | ---- | ---- | ---- | ---- | ----- | ----- |
| 245  | ↗385 | ↗430 | ↗500 | ↘426 | ↗3718 | ↗4234 |